# Taça de Moçambique
La Taça de Moçambique, nota in italiano come Coppa di Mozambico, è una competizione calcistica riservata a squadre del Mozambico, seconda per importanza al campionato di Moçambola. È posta sotto l'egida della FMF. La formula della coppa prevede partite ad eliminazione diretta, eccezion fatta per le semifinali disputate con partite di andata e ritorno.

## Albo d'oro Taça de Moçambique
| Stagione  | Vincitore           | Punteggio            | Finalista           |
| --------- | ------------------- | -------------------- | ------------------- |
| 1978      | Maxaquene           | 4 - 0                | Ferroviário Beira   |
| 1979      | Palmeiras Beira     | 2 - 2(dts) (5-4 dtr) | Têxtil do Punguè    |
| 1980      | Costa do Sol        | 1 - 0                | Palmeiras Beira     |
| 1981      | Desportivo Maputo   | 1 - 0                | Costa do Sol        |
| 1982      | Maxaquene           | 1 - 0                | Ferroviário Beira   |
| 1983      | Costa do Sol        | 1 - 0                | Textáfrica          |
| 1984      | Ferroviário Maputo  | 0 - 0 4 - 2          | Palmeiras Beira     |
| 1985      | Non disputata       | Non disputata        |                     |
| 1986      | Maxaquene           | 2 - 0                | Estrela Vermelha    |
| 1987      | Maxaquene           | 3 - 0                | Palmeiras Beira     |
| 1988      | Costa do Sol        | 1 - 0                | Águia d'Ouro        |
| 1989      | Ferroviário Maputo  | 2 - 0                | Desportivo Maputo   |
| 1990      | Matchedje           | 3 - 1                | Maxaquene           |
| 1991      | Clube de Gaza       | 2 - 1(dts)           | Maxaquene           |
| 1992      | Costa do Sol        | 4 - 1                | Clube de Gaza       |
| 1993      | Costa do Sol        | 2 - 0                | Ferroviário Beira   |
| 1994      | Maxaquene           | 1 - 0                | Ferroviário Maputo  |
| 1995      | Costa do Sol        | 2 - 1(dts)           | Maxaquene           |
| 1995-1996 | Maxaquene           | 2 - 1                | Têxtil do Punguè    |
| 1996-1997 | Costa do Sol        | 5 - 2                | Migração            |
| 1997-1998 | Maxaquene           | 1 - 0                | Ferroviário Maputo  |
| 1998-1999 | Costa do Sol        | 5 - 0                | Sporting Nampula    |
| 1999-2000 | Costa do Sol        | 1 - 0                | Matchedje           |
| 2000-2001 | Maxaquene           | 3 - 1                | Textáfrica          |
| 2001-2002 | Costa do Sol        | 2 - 0                | Académica Maputo    |
| 2003      | Ferroviário Nampula | 1 - 1(dts) (5-4 dtr) | Ferroviário Maputo  |
| 2004      | Ferroviário Maputo  | 5 - 1                | Textáfrica          |
| 2005      | Ferroviário Beira   | 1 - 0 (dts)          | Costa do Sol        |
| 2006      | Desportivo Maputo   | 1 - 0                | Têxtil do Punguè    |
| 2007      | Costa do Sol        | 3 - 0                | Ferroviário Nampula |
| 2008      | Atlético Muçulmano  | 1 - 0                | Chingale de Tete    |
| 2009      | Ferroviário Maputo  | 2 - 0                | Costa do Sol        |
| 2010      | Maxaquene           | 2 - 0                | Vilankulo           |
| 2011      | Ferroviário Maputo  | 3 - 0                | Chingale de Tete    |
| 2012      | Liga Desportiva     | 1 - 0                | Costa do Sol        |
| 2013      | Ferroviário Beira   | 2 - 0                | Chibuto             |
| 2014      | Ferroviário Beira   | 1 - 0                | Ferroviário Maputo  |
| 2015      | Liga Desportiva     | 2 - 1                | Ferroviário Beira   |
| 2016      | Songo               | 3 - 1                | Maxaquene           |
| 2017      | Costa do Sol        | 1 - 0                | Songo               |
| 2018      | Costa do Sol        | 1 - 1(dts) (4-2 dtr) | Ferroviário Beira   |
| 2019      | Songo               | 2 - 0                | Ferroviário Maputo  |
| 2020      | Non disputata       | Non disputata        |                     |
| 2021      | Non disputata       | Non disputata        |                     |
| 2022      | Ferroviário Maputo  | 1 - 0                | Ferroviário Beira   |

## Vittorie per squadra
| Squadra             | Vittorie | Secondi posti | Anni vittorie                                                                                    |
| ------------------- | -------- | ------------- | ------------------------------------------------------------------------------------------------ |
| Costa do Sol        | 13       | 4             | 1980, 1983, 1988, 1992, 1993, 1995, 1996-1997, 1998-1999, 1999-2000, 2001-2002, 2007, 2017, 2018 |
| Maxaquene           | 9        | 4             | 1978, 1982, 1986, 1987, 1994, 1995-1996, 1997-1998, 2000-2001, 2010                              |
| Ferroviário Maputo  | 6        | 6             | 1984, 1989, 2004, 2009, 2011, 2022                                                               |
| Ferroviário Beira   | 3        | 5             | 2005, 2013, 2014                                                                                 |
| Desportivo Maputo   | 2        | 1             | 1981, 2006                                                                                       |
| Songo               | 2        | 1             | 2016, 2019                                                                                       |
| Liga Desportiva     | 2        | 0             | 2012, 2015                                                                                       |
| Sporting Beira      | 1        | 3             | 1979                                                                                             |
| Clube de Gaza       | 1        | 1             | 1991                                                                                             |
| Matchedje           | 1        | 1             | 1990                                                                                             |
| Atlético Muçulmano  | 1        |               | 2008                                                                                             |
| Ferroviário Nampula | 1        | -             | 2003                                                                                             |